# هاينز هارمل
هاينز هارمل (بالإنجليزية: Heinz Harmel) (يونيو 1906 - 2 سبتمبر 2000) قائد القوات الخاصة الألمانية خلال الحقبة النازية، حاصل على وسام الفارس الحديدي وسيف ألمانيا النازية.
1. 1 2 3 4  Oorlogsbronnen | Heinz Harmel، QID:Q110279963